# Lyssomanes taczanowskii
Lyssomanes taczanowskii là một loài nhện trong họ Salticidae.
Loài này thuộc chi Lyssomanes. Lyssomanes taczanowskii được María Elena Galiano miêu tả năm 1980.